# Саллос, Иван Егорович
Иван Егорович Саллос (Салос) (1799—1874) — генерал-лейтенант русской императорской армии.

## Биография
Происходил из рода знатных бессарабских землевладельцев и бояр, имевших греческие корни. А. А. Вязмитинов писал: «Саллос был происхождением грек, родители его, кажется, жили в турецких владениях, где Иван Егорович провёл детство и первую молодость».
Родился он в 1799 году. Приехав в Россию, он вступил в военную службу: сначала служил в 23-м егерском полку, где в апреле 1817 года получил офицерское звание. В 1825 году был переведён в Павловский лейб-гвардии полк, с которым участвовал в подавлении восстания декабристов. В числе многих офицеров полка был удостоен «особой монаршей признательности за примерный порядок, усердие и точность в исполнении монарших повелений».
Принимал участие в русско-турецкой войне 1828—1829 гг., где отличился во время осады Варны и был награжден орденом Св. Анны 3-й степени с бантом. С 1 января 1834 года был переведён в лейб-гвардии Гренадерский полк с одновременным производством в подполковники. В 1841 году за выслугу лет был награжден орденом Св. Георгия 4-й степени, а 8 сентября 1843 года произведён в генерал-майоры. С 31 мая 1845 по 8 июня 1846 года был командиром 1-й бригады 3-й гренадерской дивизии.
С 8 июня 1846 года был командиром лейб-гвардии Гренадерского полка и, одновременно, с 20 декабря 1847 года — командиром 1-й бригады 2-й гренадерской дивизии; 19 апреля 1853 года произведён в генерал-лейтенанты.
В воспоминаниях сослуживцев и подчиненных личность Саллоса не всегда выглядит однозначной: преобладают негативные тона и отзывы о нем как о человеке угодливом. При дворе Саллоса, впрочем, «без достаточного основания считали знатоком народностей Балканского полуострова». Поэтому его направили на Балканы; в октябре 1853 года в дневнике шефа жандармов Дубельта появилась запись: «Состоящий в гвардейском корпусе генерал-майор Салос послан в Молдавию и Валахию формировать милицию». В 1854 году И. Е. Саллос стал начальником батальона волонтёров в Придунайских княжествах. Однако выбор кандидатуры Саллоса по многим причинам оказался ошибочным. Самым негативным стала чрезмерная увлечённость формальной стороной дела, часто внешней и показной, в ущерб главному вопросу организационного устройства и боевой подготовки добровольцев. Кроме этого, опираясь на своих валашских и болгарских агентов, которым он чрезмерно доверял, Саллос запутался в финансовых вопросах и в вопросах снабжения, что привело к возникновению недовольства среди волонтёров. В сентябре 1854 года Саллос представил в армейское интендантство отчётные ведомости по своему хозяйству, в которых аудиторы из полевого провиантского комиссионерства обнаружили существенные недостатки. Скандал с финансовой отчётностью в итоге «замяли». А Саллосу повезло. Во время штабных учений в Красном Селе генерал-лейтенант Романович, командовавший резервной дивизией 1-го пехотного корпуса, неудачно упал с лошади, так что оказался «не в состоянии продолжать фронтовую службу», и на эту должность был назначен И. Е. Саллос.
Вышел в отставку не позднее 1859 года. Умер 19 ноября (1 декабря) 1874 года. Был похоронен на Волковском православном кладбище.

## Награды
- Орден Св. Анны 3-й ст. с бантом (1828)
- Орден Св. Владимира 4-й ст. (1832)
- Орден Св. Станислава 3-й (2-й) степени (6 декабря 1837, императорская корона к ордену в 1842)
- Орден Св. Георгия 4-й ст. (5 декабря 1841, № 6428 по кавалерскому списку Григоровича — Степанова) — за беспорочную выслугу 25 лет в офицерских чинах
- Орден Св. Владимира 3-й ст. (21 ноября 1845)
- Орден Св. Станислава 1-й ст. (6 декабря 1847)
- Орден Св. Анны 1-й ст. (6 декабря 1849, императорская корона к ордену в 1852)
- Знак отличия беспорочной службы за XXV лет (22 августа 1851)

## Семья
Был женат на Эмилие Фоминичне Саллос (1831—30.12.1893, умерла и похоронена в Либаве).